# Ailill mac Echach Mugmedóin
Ailill mac Echach Mugmedóin fue un príncipe irlandés, hijo del rey supremo Eochaid Mugmedón (m.362) con su mujer Mongfind, hermana de Crimthann mac Fidaig (m. 367). Fue el ancestro de la dinastía Uí nAilellode Connacht. Vivió a finales del siglo IV.
"La Muerte Violenta de Crimthann mac Fidaig y de los Tres Hijos de Eochaid Muigmedón" cuenta la historia de los hijos de Eochaid Mugmedón. Según esta saga, su medio-hermano el rey alto Niall Noigiallach (d.405)  nombró al hermano de Ailill, Fiachrae su campeón y recaudador de rentas y rehenes a la muerte de su hermano Brion. Ailill acompañó a Fiachrae en una exitosa expedición a Munster pero Fiachrae fue herido de muerte. Tras su muerte, Ailill fue capturado y ejecutado por Eochaid mac Crimthainn de Munster. Según leyenda,  está enterrado en Heapstown Cairn, condado de Sligo.